# Red Dead Revolver
Red Dead Revolver é um jogo de ação-aventura e tiro em terceira pessoa desenvolvido pela Rockstar San Diego e publicado pela Rockstar Games. É o primeiro título da série Red Dead e foi lançado para PlayStation 2 e Xbox em maio de 2004. Situado na década de 1880, durante o Velho Oeste, a história para um jogador segue Red Harlow, um caçador de recompensas que parte em vingança contra os responsáveis por matarem seus pais. Um modo multijogador local permite que até quatro jogadores se enfrentem uns contra os outros.
A Rockstar San Diego (então conhecida como Angel Studios) começou a trabalhar em Red Dead Revolver com financiamento da Capcom em 2000. Durante o desenvolvimento, a Angel Studios foi adquirida e renomeada pela Rockstar Games. Depois que Yoshiki Okamoto deixou a Capcom em 2003, Red Dead Revolver foi cancelado até que a Rockstar Games adquiriu os direitos do jogo e o reviveu no final daquele ano. O jogo recebeu críticas mistas a positivas da crítica e teve um desempenho comercial relativamente positivo. Um sucessor espiritual, Red Dead Redemption, foi lançado em maio de 2010, e um terceiro título, Red Dead Redemption 2, foi lançado em outubro de 2018.